# Martesia multistriata
Martesia multistriata is een tweekleppigensoort uit de familie van de Pholadidae. De wetenschappelijke naam van de soort werd in 1849 voor het eerst geldig gepubliceerd door George Brettingham Sowerby II.